# Channa aurantimaculata
Channa aurantimaculata är en fiskart som beskrevs av Prachya Musikasinthorn 2000. Channa aurantimaculata ingår i släktet Channa och familjen Channidae. IUCN kategoriserar arten globalt som otillräckligt studerad. Inga underarter finns listade i Catalogue of Life.